# Jan Anne Beijerinck
Jan Anne Beijerinck (Lent, 4 december 1800 – Den Haag, 26 maart 1874) was een telg van de familie Beijerinck en een Nederlands waterbouwkundige. Hij is vooral bekend vanwege de droogmaking van de Haarlemmermeer en een ontwerp voor gedeeltelijke droogmaking van de Zuiderzee, het zogenaamde Plan Beijerinck.

## Levensloop
Beijerinck was zoon van Willem Beijerinck, commissaris-inspecteur bij Rijkswaterstaat, en Baukje Maria Dibbetz. Zijn vader overleed al toen hij 7 jaar was. Hij werd opgeleid door zijn broer Martinus Gijsbertus Beijerinck, met financiële steun van zijn oom Frederik Beijerinck.
In 1818 werd hij benoemd tot assistent bij het onderzoek naar de verbetering van de afwatering in de districten Nijmegen en Maas en Waal en daarna als opzichter bij werken in de Tielerwaard. Hij werkte onder leiding van Jan Blanken ook aan de bouw van het Noordhollands Kanaal. Na zijn examen werd hij in 1825 benoemd tot ‘adspirant-ingenieur’, hij werd toen ook belast met het herstel van de zeedijk bij Durgerdam na de stormvloed van 1825. Hij ontwierp ook de schipbrug bij Vreeswijk.
Vanaf maart 1826 was hij onder hoofdingenieur Jan Willem de Thoméze in eerste instantie belast met opnemingen voor het kanaal door Voorne en daarna met het ontwerpen en de uitvoering van de Zuidplaspolder. Na in 1834 tot ‘ingenieur 2e klasse’ te zijn bevorderd ontwierp hij samen met Frederik Willem Conrad (1800-1870) de indijking en uitbreiding van Rotterdam. Het werk aan de Zuidplas was vertraagd door de nasleep van de Belgische Opstand. In de periode van 1836-1839 werd het gebied drooggemalen met 18 windvijzelmolens en een gang met twee stoom-schepradmolens. Men had er voor gekozen om vanwege de slappe ondergrond niet meer stoomgemalen te bouwen, maar een groter aantal lichte windmolens.
Vanaf 1837 werkte Beijerinck aan de droogmaking van de Haarlemmermeer, in 1840 nam hij de leiding hiervan over van Conrad. Nog voor de voltooiing volgde hij Abraham Caland op als hoofdingenieur van Zeeland.

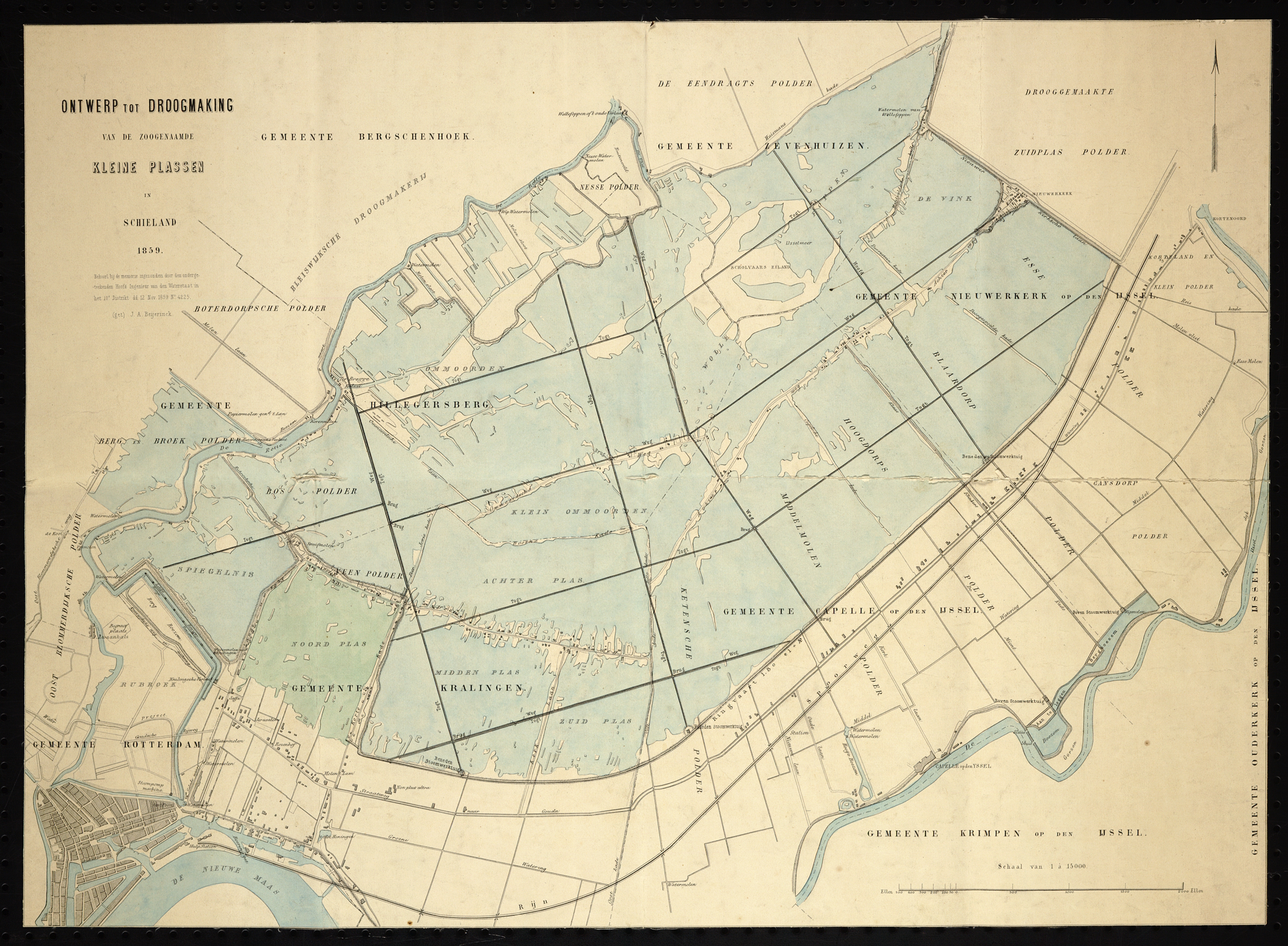
Ontwerp voor de droogmaking van de Schielandplassen

In april 1858 werd hij overgeplaatst naar Zuid-Holland, waar hij onder meer een aanvang maakte met het inpolderen van de Schielandplassen. In 1866 was de ringvaart gereed en werd de eerste steen voor het bovengemaal gelegd door de toen vijftienjarige prins Alexander, een zoon van koning Willem III. De polder werd later dan ook Prins Alexanderpolder genoemd. De polder kwam gereed in het jaar dat Beijerinck overleed.
In 1847 was Beijerinck een van de medeoprichters van het Koninklijk Instituut van Ingenieurs.
In 1853 werd hij benoemd tot ridder van de Orde van de Nederlandse Leeuw en na een bezoek van Amadeus van Savoye aan de Haarlemmermeerpolder, tot ridder van de Orde van Sint-Mauritius en Sint-Lazarus. Beijerinck ligt begraven op begraafplaats Oud Eik en Duinen in Den Haag.

## Werk

### Haarlemmermeer

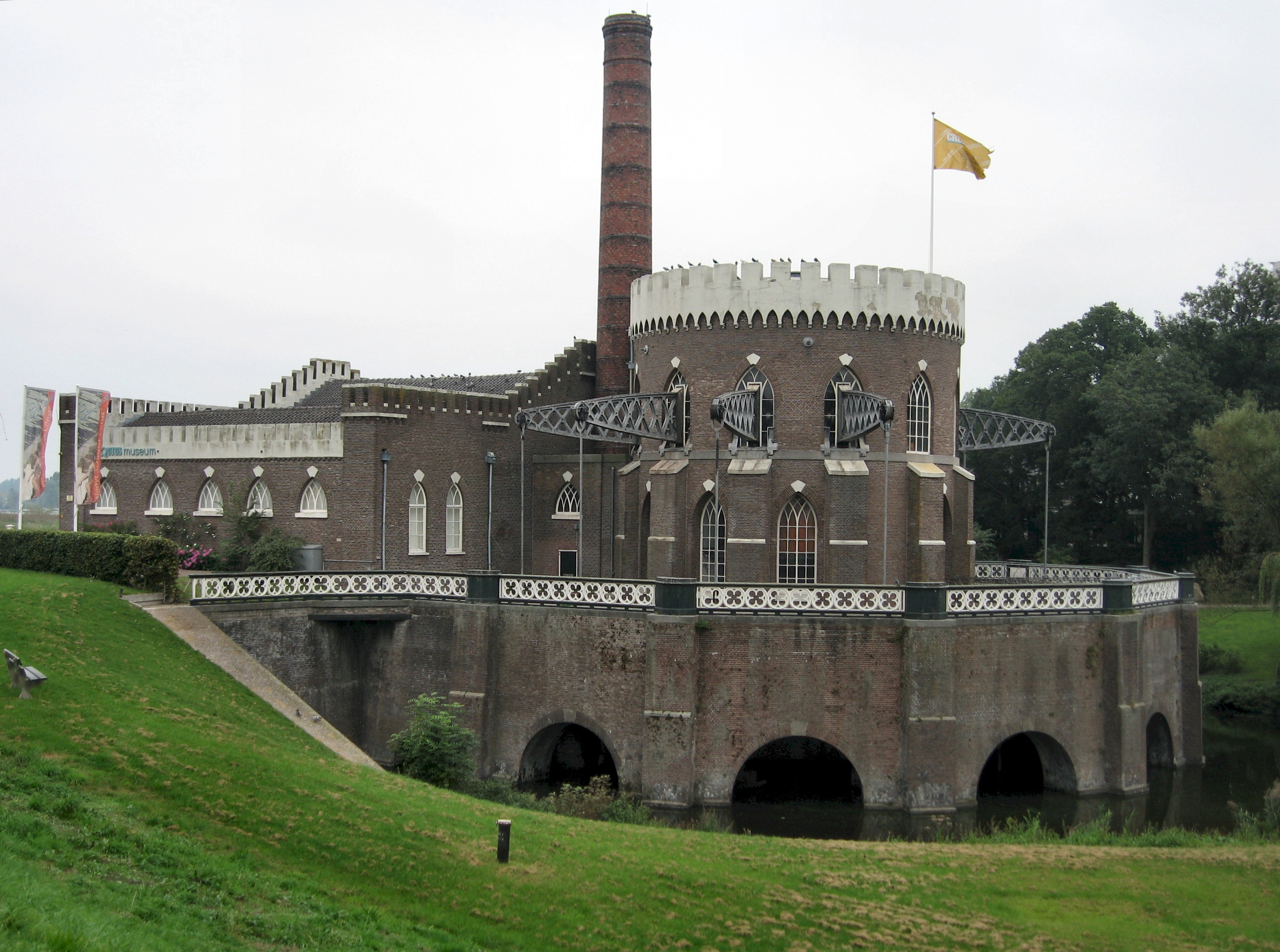
Gemaal De Cruquius. 1849.

Op 6 november 1837 werd Beijerinck bij ministerieel besluit belast met de droogmaking van de Haarlemmermeer, zijn grootste werk. Voor deze droogmaking ontwierp hij onder meer de stoomgemalen De Cruquius, De Leeghwater en De Lynden. Zijn standplaats werd Leiden. Hierbij kon hij bouwen op de ervaring die hij bij de drooglegging van de Zuidplaspolder had opgedaan.

### Plan-Beijerinck

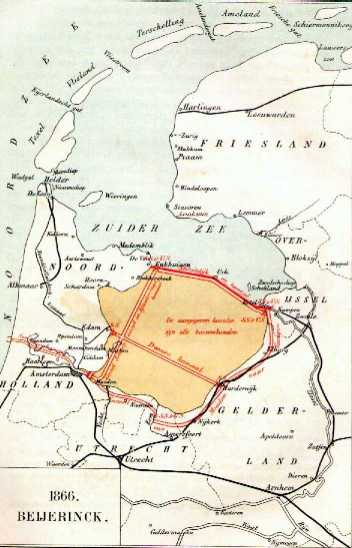
Plan Beijerinck. 1866.

In de discussie rond de inpoldering van de Zuiderzee, in de tweede helft van de 19e eeuw, werd inpoldering van het ondiepe zuidelijke deel van de Zuiderzee werd wel haalbaar geacht. Beijerinck stelde daartoe in 1866 een eigen plan op.
Hij projecteerde een afsluitdam van Enkhuizen via Urk naar de vaste wal ten zuiden van de monding van de IJssel. Daarmee zou het zuidelijk deel van de Zuiderzee afgesloten worden en vervolgens kon het met stoommachines drooggelegd worden. Het Plan-Beijerinck werd uiteindelijk afgekeurd omdat een speciaal hiervoor ingestelde Raad van Waterstaat tot de conclusie kwam dat dit project financieel te weinig opbracht

### Commissiewerk
Beijerinck zat in talloze commissies die advies uitbrachten aan de regering over de meest uiteenlopende waterbouwkundige problemen. Zo zat hij in een commissie die advies moest uitbrengen over het verzakken van de kade bij de Boompjes in Rotterdam (1854). Ook zat hij in een commissie die advies moest uitbrengen over een spoorverbinding van Rotterdam met België (1858). In 1863 reisde hij met Van der Kun in opdracht van minister Thorbecke naar België en Frankrijk, om daar een aantal havens te bekijken met het oog op de ontworpen Scheveningse haven, en bracht hij in 1864 met F.W. Conrad een verslag uit over de watervrijmaking van een voorstad van Hamburg. Hij zat in de commissie tot onderzoek van het drinkwater van 's Gravenhage, naar aanleiding van de in 1866 heersende cholera, de commissie betreffende de afdamming van het Sloe en de de toenmalige verbinding tussen Ooster- en Westerschelde bij Bath (internationale commissie), voor het verruimen van de Kromme Rijn en een commissie die advies moest geven m.b.t de calamiteuze polders in Zeeland.
Ook uit het buitenland werd hem om advies gevraagd, bijvoorbeeld voor de droogmaking van de moerassen in de omgeving van New Orleans en de aanleg van zeehavens in de Deense hertogdommen Sleeswijk en Holstein. Het laatste leverde hem een benoeming tot ridder van de Orde van de Dannebrog op.

## Overig
Naar Jan Anne Beijerink is het Jan Anne Beijerinckgemaal in Capelle aan de IJssel genoemd. Dit was een van de drie stoomgemalen die in 1869 de Prins Alexanderpolder drooggelegd hebben.
- Biografisch Portaal: 15765800
- Digitale Bibliotheek voor de Nederlandse Letteren: beij007
- International Standard Name Identifier: 0000 0003 9243 6137
- Nederlandse Thesaurus van Auteursnamen: 074242318
- Virtual International Authority File: 204414379
- WorldCat: E39PBJqbrJY7f6RPmfJb74HQv3